# 中国人民解放军军事科学院研究生院
中国人民解放军军事科学院研究生院，位于北京市，是中国人民解放军军事科学院的研究生院。

## 沿革
军事科学院是中国人民解放军全军最早开展研究生教育的单位之一，是全军第一批军事学博士学位授权单位。1988年起招收军事学硕士研究生，1994年起招收军事学博士研究生。2011年中央军委明确赋予军事科学院培养军事学高级专门人才的职能，并且正式把军事科学院研究生教育纳入军队院校教育体系。截至2017年改革前，军事科学院是全军军事学学科门类较齐全的授权单位，涵盖军事学全部10个一级学科。其中，军事思想与军事历史、战略学、军队指挥学、军队政治工作学、军事管理学5个一级学科具备博士学位授予权；战役学、战术学、军事后勤学、军事训练学、军事装备学5个一级学科具备硕士学位授予权；另有联合战役学、合同战术学2个二级学科具备博士学位授予权。2017年改革前，军事科学院设有中国人民解放军军事科学院研究生部。
2017年7月19日，新调整组建的军事科学院、国防大学、国防科技大学成立大会暨军队院校、科研机构、训练机构主要领导座谈会在北京八一大楼举行，中共中央总书记、国家主席、中央军委主席习近平向军事科学院、国防大学、国防科技大学授军旗、致训词，出席座谈会并发表讲话。新调整组建的军事科学院成立了中国人民解放军军事科学院研究生院。

## 历任领导
中国人民解放军军事科学院研究生部
| 主任 - 刘祥顺 大校（？—？） - 史鲁泽 大校（1997年11月—2001年3月） - 林登泉 少将（2001年—？） - 邱蜀林 少将（？—？） - 刘江桂 少将（？—？） | 政治委员 - 刘祥顺 大校（？—？） - 李泉 大校（2003年—？） - 石凤军 少将（2010年—？） |

中国人民解放军军事科学院研究生院
| 院长 副院长 | 政治委员 - 刘华亭 大校（2017年—） 副政治委员 |